# Dan Duryea
Dan Duryea (23 de janeiro de 1907 - 7 de junho de 1968) foi um ator estadunidense. Em seus 28 anos de carreira, ele fez mais de 60 filmes e 75 programas de televisão. Seus últimos trabalhos incluem The Flight of the Phoenix (1965), River of Dollars (1966), Five Golden Dragons (1967) e The Bamboo Saucer (1968).

## Carreira
Dan estreou como ator em 1934, com o filme argentino El tango en Broadway. O filme foi rodado na cidade de Nova York, onde ele já tinha uma vida ativa no teatro. O personagem Bob Ford da peça de 1938 Missouri Legend marcou o seu primeiro papel de destaque. Impressionado com suas habilidades, o diretor-produtor Herman Shumlin o escalou como Leo Hubbard na peça The Little Foxes de 1939. Mais tarde, Dan reprisou seu papel em sua versão cinematográfica em 1941.
Em 1940, mudou-se para Hollywood, onde conseguiu vários papéis coadjuvantes no cinema. No entanto, no final da década, o ator ganhou destaque como antagonista em muitos filmes noir. Alguns de seus notáveis papeis desse gênero foram The Woman in the Window (1944), Scarlet Street (1945), Criss Cross (1949) e Too Late for Tears (1949).
Em 1947, a Motion Picture Herald considerou Dan como a oitava "estrela mais promissora" do cinema. Sua carreira deu uma guinada depois que ele assinou um contrato com a Universal Pictures, o que lhe rendeu alguns papéis principais, como o do simpático compositor alcoólatra 'Martin' no filme noir de 1946 Black Angel e o protagonista do western de 1948 Black Bart.
Na década de 1950, sues personagens ficaram restritos em alguns filmes médio e baixo orçamento. Nessa época, ele também se concentrou em sua carreira na TV. Ele interpretou o papel-título na série de aventuras China Smith de 1952 a 1956. Dan interpretou o personagem novamente no spin-off, The New Adventures Of China Smith. Seus outros créditos na televisão incluem The Jack Benny Program (1955), Cimarron City (1958), Wagon Train (1957) e The Twilight Zone (1959). Dan mostrou seu lado humorístico em um episódio de 1964 da série The Alfred Hitchcock Hour.

## Morte
Dan morreu de câncer em 7 de junho de 1968. Ele está enterrado no 'Forest Lawn Memorial Park em Los Angeles. Em sua lápide está escrito “Nosso Pai, Um Homem Que Todos Amavam”.

## Filmografia
| Ano  | Titulo                     | Papel                         | Direção                       | Nota(s)      |
| ---- | -------------------------- | ----------------------------- | ----------------------------- | ------------ |
| 1934 | The Tango on Broadway      | Namorado de Laurita           | Louis J. Gasnier              | sem créditos |
| 1941 | The Little Foxes           | Leo Hubbard                   | William Wyler                 |              |
| 1941 | Ball of Fire               | Duke Pastrami                 | Howard Hawks                  |              |
| 1942 | The Pride of the Yankees   | Hank Hanneman                 | Sam Wood                      |              |
| 1942 | That Other Woman           | Ralph Cobb                    | Ray McCarey                   |              |
| 1943 | Sahara                     | Jimmy Doyle                   | Zoltán Korda                  |              |
| 1944 | Man from Frisco            | Jim Benson                    | Robert Florey                 |              |
| 1944 | Mrs. Parkington            | Jack Stilham                  | Tay Garnett                   |              |
| 1944 | None But the Lonely Heart  | Lew Tate                      | Clifford Odets                |              |
| 1944 | The Woman in the Window    | Heidt / Tim, the Doorman      | Fritz Lang                    |              |
| 1944 | Ministry of Fear           | Cost / Travers the Tailor     | Fritz Lang                    |              |
| 1945 | Main Street After Dark     | Posey Dibson                  | Edward L. Cahn                |              |
| 1945 | The Great Flamarion        | Al Wallace                    | Anthony Mann                  |              |
| 1945 | The Valley of Decision     | William Scott Jr.             | Tay Garnett                   |              |
| 1945 | Along Came Jones           | Monte Jarrad                  | Stuart Heisler                |              |
| 1945 | Lady on a Train            | Arnold Waring                 | Charles David                 |              |
| 1945 | Scarlet Street             | Johnny Prince                 | Fritz Lang                    |              |
| 1946 | Black Angel                | Martin Blair                  | Roy William Neill             |              |
| 1946 | White Tie and Tails        | Charles Dumont                | Charles Barton                |              |
| 1948 | Black Bart                 | Charles E. Boles / Black Bart | George Sherman                |              |
| 1948 | River Lady                 | Beauvais                      | George Sherman                |              |
| 1948 | Another Part of the Forest | Oscar Hubbard                 | Michael Gordon                |              |
| 1948 | Larceny                    | Silky Randall                 | George Sherman                |              |
| 1949 | Criss Cross                | Slim Dundee                   | Robert Siodmak                |              |
| 1949 | Manhandled                 | Karl Benson                   | Lewis R. Foster               |              |
| 1949 | Too Late for Tears         | Danny Fuller                  | Byron Haskin                  |              |
| 1949 | Johnny Stool Pigeon        | Johnny Evans                  | William Castle                |              |
| 1950 | One Way Street             | John Wheeler                  | Hugo Fregonese                |              |
| 1950 | Winchester '73             | Waco Johnny Dean              | Anthony Mann                  |              |
| 1950 | The Underworld Story       | Mike Reese                    | Cy Endfield                   |              |
| 1951 | Chicago Calling            | William R. Cannon             | John Reinhardt                |              |
| 1951 | Al Jennings of Oklahoma    | Al Jennings                   | Ray Nazarro                   |              |
| 1953 | Thunder Bay                | Gambi                         | Anthony Mann                  |              |
| 1953 | Sky Commando               | Col. Ed (E.D.) Wyatt          | Fred F. Sears                 |              |
| 1953 | Terror Street              | Major Bill Rogers             |                               |              |
| 1954 | World for Ransom           | Mike Callahan / Corrigan      | Robert Aldrich (sem créditos) |              |
| 1954 | Ride Clear of Diablo       | Whitey Kincade                | Jesse Hibbs                   |              |
| 1954 | Rails Into Laramie         | Jim Shanessy                  | Jesse Hibbs                   |              |
| 1954 | Silver Lode                | Fred McCarty                  | Allan Dwan                    |              |
| 1954 | This Is My Love            | Murray Myer                   | Stuart Heisler                |              |
| 1955 | Foxfire                    | Hugh Slater                   | Joseph Pevney                 |              |
| 1955 | The Marauders              | Avery                         | Gerald Mayer                  |              |
| 1955 | Storm Fear                 | Fred Blake                    | Cornel Wilde                  |              |
| 1956 | Battle Hymn                | Sergeant Herman               | Douglas Sirk                  |              |
| 1957 | The Burglar                | Nat Harbin                    | Paul Wendkos                  |              |
| 1957 | Night Passage              | Whitey Harbin                 | James Neilson                 |              |
| 1957 | Slaughter on Tenth Avenue  | John Jacob Masters            | Arnold Laven                  |              |
| 1958 | Kathy O'                   | Harry Johnson                 | Jack Sher                     |              |
| 1960 | Platinum High School       | Maj. Redfern Kelly            | Charles Haas                  |              |
| 1962 | Six Black Horses           | Frank Jesse                   | Harry Keller                  |              |
| 1965 | Daniel Boone               | Simon Perigore                |                               |              |
| 1964 | He Rides Tall              | Bart Thorne                   | R. G. Springsteen             |              |
| 1964 | Do You Know This Voice?    | John Hopta                    |                               |              |
| 1964 | Walk a Tightrope           | Carl Lutcher                  | Frank Nesbitt                 |              |
| 1964 | Taggart                    | Jay Jason                     | R. G. Springsteen             |              |
| 1965 | The Bounty Killer          | Willie Duggan                 | Spencer Gordon Bennet         |              |
| 1965 | The Flight of the Phoenix  | Standish                      | Robert Aldrich                |              |
| 1966 | Incident at Phantom Hill   | Joe Barlow                    | Earl Bellamy                  |              |
| 1966 | Un Fiume di dollari        | Col. Winny Getz               |                               |              |
| 1967 | Winchester '73             | Bart McAdam                   |                               | Telefilme    |
| 1967 | Five Golden Dragons        | Dragon #1                     | Jeremy Summers                |              |
| 1967 | Stranger on the Run        | O.E. Hotchkiss                | Don Siegel                    | Telefilme    |
| 1968 | The Bamboo Saucer          | Hank Peters                   | Frank Telford                 | Último papel |